# Bothus myriaster
 Bothus myriaster és un peix teleosti de la família dels bòtids i de l'ordre dels pleuronectiformes.

## Morfologia
Pot arribar als 27 cm de llargària total.

## Distribució geogràfica
Es troba des de les costes de Moçambic fins al Vietnam, Java, Sumatra, les Filipines, Taiwan, Corea del Sud i Japó.